# Antioxidante

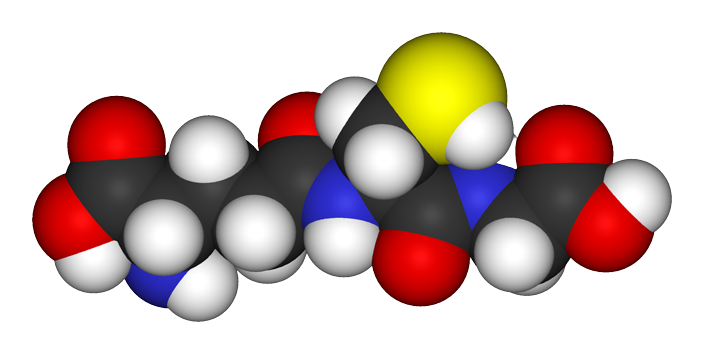
Modelo de llenado de espacios del metabolito antioxidante glutatión. La esfera amarilla es el átomo reductor activo del azufre que proporciona actividad antioxidante, mientras que las esferas rojas, azules, blancas, grises y negras representan los átomos de oxígeno, nitrógeno, hidrógeno, y carbono respectivamente.

Un antioxidante es una molécula capaz de retardar o prevenir la oxidación de otras moléculas. La oxidación es una reacción química de transferencia de electrones de una sustancia a un agente oxidante. Las reacciones de oxidación pueden producir radicales que comienzan reacciones en cadena que dañan las células. Los antioxidantes terminan estas reacciones quitando intermedios del radical e inhiben otras reacciones de oxidación oxidándose ellos mismos. Debido a esto es que los antioxidantes son a menudo agentes reductores tales como tioles o polifenoles. La capacidad antioxidante de algunos frutos, como es el caso de las berenjenas, es mayor durante sus estadios iniciales. También se encuentran en la leche materna.
Aunque las reacciones de oxidación son cruciales para la vida, también pueden ser perjudiciales; por lo tanto las plantas y los animales mantienen complejos sistemas de antioxidantes, tales como glutatión, vitamina C, y vitamina E, así como enzimas tales como la catalasa, superóxido dismutasa y varias peroxidasas. Los niveles bajos de antioxidantes o la inhibición de las enzimas antioxidantes causan estrés oxidativo y pueden dañar o matar las células.
El estrés oxidativo ha sido asociado a la patogénesis de muchas enfermedades humanas. Por esta razón la farmacología estudia de forma intensiva el uso de antioxidantes, particularmente como tratamiento para accidentes cerebrovasculares y enfermedades neurodegenerativas. Sin embargo, se desconoce si el estrés oxidativo es la causa o la consecuencia de tales enfermedades. Los antioxidantes también son ampliamente utilizados como ingredientes en suplementos dietéticos con la esperanza de mantener la salud y de prevenir enfermedades tales como el cáncer y la cardiopatía isquémica. Aunque algunos estudios han sugerido que los suplementos antioxidantes tienen beneficios para la salud, otros grandes ensayos clínicos no detectaron ninguna ventaja para las formulaciones probadas, y se sabe que el exceso de la suplementación puede llegar a ser dañino. Además de estas aplicaciones en medicina los antioxidantes tienen muchas aplicaciones industriales, tales como conservantes de alimentos y cosméticos y la prevención de la degradación del caucho y la gasolina.

## Historia
El término antioxidante fue utilizado originalmente para referirse específicamente a un producto químico que previniera el consumo de oxígeno. A finales del siglo XIX y a principios de siglo XX, extensos estudios fueron dedicados a las aplicaciones de antioxidantes en importantes procesos industriales, tales como la prevención de la corrosión del metal, la vulcanización del caucho, y la polimerización de combustibles en la formación de escoria en motores de combustión interna.
Las primeras investigaciones sobre el rol de los antioxidantes en biología se centró en su uso en la prevención de la oxidación de grasas insaturadas, que es la causa de la rancidez. La actividad antioxidante podía ser medida simplemente colocando la grasa en un contenedor cerrado con oxígeno y midiendo la tasa de consumo de este. Sin embargo fue la identificación de las vitaminas A, C, y E como antioxidantes la que revolucionó el campo y condujo a dilucidar la importancia de los antioxidantes en la bioquímica de los organismos vivos.
Los posibles mecanismos de acción de los antioxidantes fue investigada por primera vez cuando fue reconocido que una sustancia con actividad antioxidante es probable que sea una que se oxida a sí misma fácilmente. La investigación en cómo la vitamina E previene el proceso de peroxidación de lípidos condujo a la identificación de antioxidantes como agentes reductores que previenen reacciones oxidativas, a menudo depurando especies reactivas del oxígeno antes de que puedan dañar las células.

## El desafío oxidativo en la naturaleza

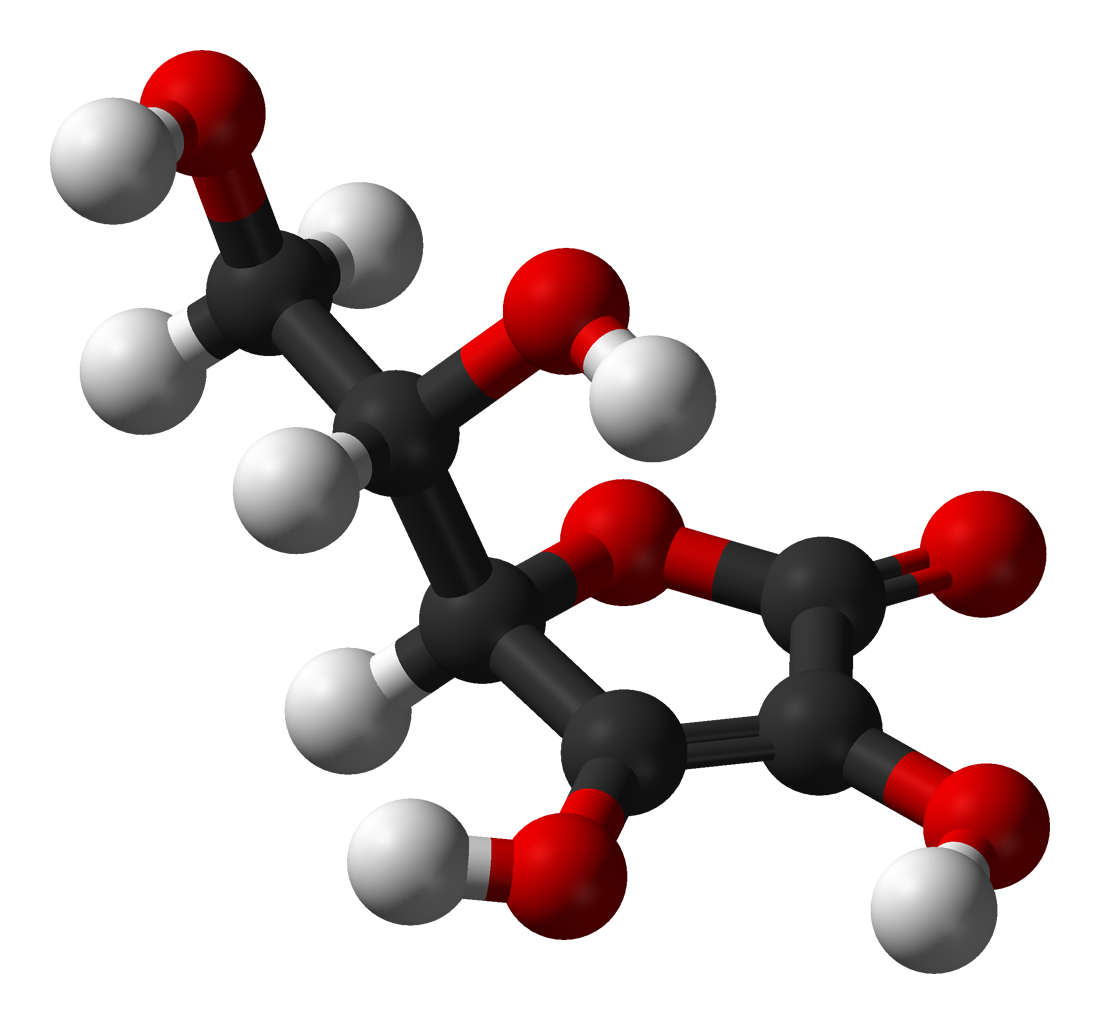
Estructura de la vitamina antioxidante ácido ascórbico (vitamina C).

Una paradoja en el metabolismo es que mientras que la gran mayoría de la vida compleja requiere del oxígeno para su existencia, el oxígeno es una molécula altamente reactiva que daña a los seres vivos produciendo especies reactivas del oxígeno. Por lo tanto, los organismos poseen una compleja red de metabolitos y enzimas antioxidantes que trabajan juntos para prevenir el daño oxidativo de los componentes celulares tales como el ADN, proteínas y lípidos. Generalmente los sistemas antioxidantes evitan que estas especies reactivas sean formadas o las eliminan antes de que puedan dañar los componentes vitales de la célula.
Las especies reactivas del oxígeno que se producen en las células incluyen el peróxido de hidrógeno (H2O2), el ácido hipocloroso (HClO), y radicales libres tales como el radical hidroxilo (—OH) y el radical superóxido (O2−). El radical oxhidrilo es particularmente inestable y reacciona rápidamente y de forma no específica con la mayoría de las moléculas biológicas. Esta especie se produce del peróxido de hidrógeno en reacciones redox catalizadas por metales como la reacción de Fenton. Estos oxidantes pueden dañar las células comenzando reacciones químicas en cadena tales como la peroxidación de lípidos u oxidando el ADN o proteínas. Los daños al ADN pueden causar mutaciones y posiblemente cáncer si no son revertidos por los mecanismos de reparación del ADN, mientras que los daños a las proteínas causan la inhibición de enzimas, la desnaturalización y la degradación de proteínas.
El uso de oxígeno como parte del proceso para generar energía metabólica produce especies reactivas del oxígeno. En este proceso, el anión de superóxido se produce como subproducto de varios pasos en la cadena de transporte de electrones. Particularmente importante es la reducción de la coenzima Q en el complejo III, ya que un radical libre altamente reactivo se forma como intermediario (Q−). Este intermediario inestable puede conducir a una pérdida de electrones cuando estos saltan directamente al oxígeno molecular y forman el anión superóxido en vez de desplazarse con la serie de reacciones bien controladas de la cadena de transporte de electrones. En un sistema similar de reacciones en plantas las especies reactivas del oxígeno también se producen durante la fotosíntesis bajo condiciones de alta intensidad lumínica. Este efecto es compensado en parte por la implicación de carotenoides en la fotoinhibición, lo que implica que estos antioxidantes reaccionan con las formas sobrerreducidas de los centros de reacción fotosintéticos y de tal modo previenen la producción de superóxido.
Otro proceso que produce especies reactivas del oxígeno es la oxidación lipídica que tiene lugar como consecuencia de la producción de eicosanoides. Sin embargo, las células están provistas de mecanismos que previenen oxidaciones innecesarias. Las enzimas oxidativas de estas rutas biosintéticas están coordinadas y son altamente reguladas.

## Metabolitos

### Descripción
Los antioxidantes se clasifican en dos amplios grupos, dependiendo de si son solubles en agua (hidrosolubles) o en lípidos (liposolubles). En general los antioxidantes solubles en agua reaccionan con los oxidantes en el citoplasma celular y el plasma sanguíneo, mientras que los antioxidantes liposolubles protegen las membranas de la célula contra la peroxidación de lípidos. Estos compuestos se pueden sintetizar en el cuerpo u obtener de la dieta. Los diferentes antioxidantes están presentes en una amplia gama de concentraciones en fluidos corporales y tejidos, con algunos tales como el glutatión o la ubiquinona mayormente presente dentro de las células, mientras que otros tales como el ácido úrico se distribuyen más uniformemente a través del cuerpo.
La importancia relativa y las interacciones entre estos diferentes antioxidantes constituye un área compleja, con varios metabolitos y sistemas de enzimas teniendo efectos sinérgicos e interdependientes unos de otros. La acción de un antioxidante puede depender de la función apropiada de otros miembros del sistema antioxidante. La cantidad de protección proporcionada por cualquier antioxidante depende de su concentración, de su reactividad hacia la especie reactiva del oxígeno y del estado de los antioxidantes con los cuales interactúa.
Algunos compuestos contribuyen a la defensa antioxidante quelando los metales de transición y evitando que catalicen la producción de radicales libres en la célula. Particularmente importante es la capacidad de secuestrar el hierro, que es la función de proteínas de unión al hierro tales como la transferrina y la ferritina. El selenio y el zinc son comúnmente mencionados como nutrientes antioxidantes pero estos elementos químicos no tienen ninguna acción antioxidante ellos mismos sino que se requieren para la actividad de algunas enzimas antioxidantes.
| Metabolito antioxidante      | Solubilidad | Concentración en suero humano (μM)              | Concentración en tejido del hígado (μmol/kg) |
| ---------------------------- | ----------- | ----------------------------------------------- | -------------------------------------------- |
| Ácido ascórbico (vitamina C) | Agua        | 50 – 60                                         | 260 (hombre)                                 |
| Glutatión                    | Agua        | 325 – 650                                       | 6.400 (hombre)                               |
| Ácido lipoico                | Agua        | 0,1 – 0,7                                       | 4 – 5 (rata)                                 |
| Ácido úrico                  | Agua        | 200 – 400                                       | 1.600 (hombre)                               |
| Carotenos                    | Lípido      | β-caroteno: 0,5 – 1 retinol (vitamina A): 1 – 3 | 5 (hombre, total de carotenoides)            |
| α-tocoferol (vitamina E)     | Lípido      | 10 – 40                                         | 50 (hombre)                                  |
| Ubiquinol (coenzima Q)       | Lípido      | 5                                               | 200 (hombre)                                 |

### Ácido ascórbico
El ácido ascórbico o vitamina C es un antioxidante monosacárido encontrado en animales y plantas. Como no puede ser sintetizado por los seres humanos y debe ser obtenido de la dieta es una vitamina. La mayoría de los otros animales pueden producir este compuesto en sus cuerpos y no lo requieren en sus dietas. En células, es mantenido en su forma reducida por la reacción con el glutatión, que se puede catalizar por la proteína disulfuro isomerasa y las glutarredoxinas. El ácido ascórbico es un agente reductor y puede reducir y de tal modo neutralizar especies reactivas del oxígeno tal como el peróxido de hidrógeno. Además de sus efectos antioxidantes directos, el ácido ascórbico es también un sustrato para la enzima antioxidante ascorbato peroxidasa, una función que es particularmente importante en resistencia al estrés en plantas.

### Glutatión

El mecanismo de radical libre de la peroxidación de lípidos.

El glutatión es un péptido que contiene cisteína y es encontrado en la mayoría de las formas de vida aerobia. No es requerido en la dieta y es sintetizado en las células desde sus aminoácidos constitutivos. El glutatión tiene características antioxidantes ya que el grupo tiol en su porción de cisteína es un agente reductor y puede ser oxidado y ser reducido de forma reversible. En las células, el glutatión es mantenido en forma reducida por la enzima glutatión reductasa y alternadamente reduce otros metabolitos y sistemas de enzimas así como reacciona directamente con los oxidantes. Debido a su alta concentración y a su papel central en mantener el estado redox de la célula, el glutatión es uno de los antioxidantes celulares más importantes.

### Melatonina
La melatonina es un poderoso antioxidante que puede cruzar fácilmente las membranas celulares y la barrera hematoencefálica. A diferencia de otros antioxidantes, la melatonina no experimenta un ciclo redox, que es la capacidad de una molécula de experimentar la reducción y la oxidación repetidas veces. El completar un ciclo redox permite a otros antioxidantes (tales como la vitamina C) actuar como pro-oxidantes y promover la formación de radicales libres. La melatonina, una vez que es oxidada no se puede reducir a su estado anterior porque forma varios productos finales estables una vez que reacciona con radicales libres. Por lo tanto, se le ha referido como antioxidante terminal o suicida.

### Tocoferoles y tocotrienoles
La vitamina E es el nombre colectivo para un sistema de ocho tocoferoles y tocotrienoles relacionados, que son vitaminas antioxidantes liposolubles. De éstos, el α-tocoferol ha sido muy estudiado ya que tiene la biodisponibilidad más alta y el cuerpo preferentemente lo absorbe y metaboliza esta forma. La forma del α-tocoferol es la más importante de los antioxidantes liposolubles y protege las membranas de la célula contra la oxidación reaccionando con los radicales del lípido producidos en la reacción en cadena de peroxidación de lípidos. Esto elimina las formas intermedias de radicales libres y evita la propagación de la reacción en cadena. Los radicales oxidados del α-tocoferoxil producidos en este proceso se pueden reciclar de nuevo a la forma reducida activa a través de la reducción por el ascorbato, el retinol o el ubiquinol. Las funciones de las otras formas de la vitamina E están menos estudiadas, aunque el γ-tocoferol es un nucleófilo que puede reaccionar con mutágenos electrofílicos y los tocotrienoles puede que tengan un rol especializado en la neuroprotección.

### Carotenoides
Los carotenoides están entre los pigmentos naturales más comunes y han sido caracterizados hasta ahora más de 1100 compuestos diferentes. Los carotenoides son responsables por muchos de los colores rojos, amarillos y naranja de las hojas, frutas y flores de los vegetales, así como también por el color de algunos insectos, aves, peces y crustáceos. Solamente pueden ser sintetizados por plantas, hongos, bacterias y algas, sin embargo muchos animales los incorporan a través de la dieta.
Dos carotenoides dietarios importantes son el licopeno y el β-caroteno. Estos están involucrados en la eliminación de dos de las especies reactivas del oxígeno, el oxígeno atómico y el radical peroxilo. Además son efectivos desactivando moléculas excitadas electrónicamente las cuales están involucradas en la generación tanto de radicales como del propio oxígeno atómico. La interacción de los carotenoides con el oxígeno atómico, depende principalmente del quenching físico, lo cual implica la transferencia directa de energía entre ambas moléculas. La energía del oxígeno atómico es transferida al carotenoide produciendo oxígeno triplete molecular (en su estado basal) y caroteno excitado. El carotenoide retorna a su estado basal, disipando esta energía a través de la interacción con el solvente a su alrededor. En contraste con el quenching físico, las reacciones químicas entre el oxígeno atómico y los carotenoides son de menor importancia, contribuyendo con menos del 0,05% de la tasa total de quenching. Puesto que los carotenoides permanecen intactos durante el quenching físico del oxígeno atómico estos pueden ser reusados varias veces en estos ciclos de quenching. El β-caroteno y otros carotenodes, son los quenchers naturales más eficientes para el oxígeno atómico. Su actividad como quenchers está relacionada con el número de dobles enlaces conjugados presentes en la molécula. Los carotenoides, barren eficientemente los radicales peroxilos, especialmente cuando la tensión de oxígeno es baja. La desactivación de los radicales peróxilos probablemente dependa de la formación aducto radical formando un carbono central radical estabilizado por resonancia Cantrell y col (2003), reportaron la capacidad de seis carotenoides dietarios (β-caroteno, licopeno, zeaxantina, astaxantina, cantaxantina y luteina) para quenchar el oxígeno atómico en un modelo de membranas celulares, en donde el oxígeno singlete fue generado tanto en la fase acuosa como en la lipídica, encontrando que el licopeno y el β-caroteno exhibieron la tasa más rápida de quenching, siendo la luteína la menos eficiente. Los otros carotenoides tuvieron constantes intermedias. Bando y col (2004), realizaron un experimento, usando ratones alimentados con β-caroteno, para determinar si este sirve como antioxidante en la piel expuesta a los rayos UV-A, actuando como quencher del oxígeno singlete, encontrando que el β-caroteno dietario se acumula en la piel y actúa como agente protector contra el daño oxidativo inducido por las radiaciones UV-A, a través de quenching del oxígeno atómico. Los β-carotenos dietarios se acumulan en la piel y actúan como agentes protectores contra el daño oxidativo inducido por las radiaciones UV-A, a través del quenching del oxígeno atómico.

### Polifenoles
Los polifenoles son fitoquímicos de bajo peso molecular, esenciales para el ser humano. Estos constituyen uno de los metabolitos secundarios de las plantas, más numerosos y distribuidos por toda la planta, con más de 800 estructuras conocidas en la actualidad. Los polifenoles naturales pueden ir desde moléculas simples (ácido fenólico, hidroxitirosol, fenilpropanoides, flavonoides), hasta compuestos altamente polimerizados (ligninas, taninos). Los flavonoides representan el subgrupo más común y ampliamente distribuido y entre ellos los flavonoles son los más ampliamente distribuidos. Al estar ampliamente distribuidos en el reino vegetal, constituyen parte integral de la dieta. Los polifenoles poseen una estructura química ideal para la actividad como consumidores de radicales libres. Su propiedad como antioxidante, proviene de su gran reactividad como donantes de electrones e hidrógenos y de la capacidad del radical formado para estabilizar y deslocalizar el electrón desapareado (termina la reacción en cadena) y de su habilidad para quelar iones de metales de transición. Los polifenoles poseen una porción hidrofílica y una porción hidrofóbica, por lo que pueden actuar en contra de ROS que son producidas en medios tanto hidrofóbicos como acuosos. Su capacidad antioxidante esta directamente relacionada con el grado de hidroxilación del compuesto. Los flavonoides tienen una poderosa acción antioxidante in Vitro, siendo capaces de barrer un amplio rango de especies reactivas del oxígeno, nitrógeno y cloro, tales como el superóxido, el radical hidroxilo, el radical peroxilo, el ácido hipocloroso, actuando como agentes reductores. Soobrattee y col (2005), evaluaron la capacidad antioxidante de diferentes polifenoles encontrando que comparado con los antioxidantes fisiológicamente activos (glutatión, α-tocoferol, ergotioneina) y los sintéticos (trolox, BHT, BHA), estos compuestos exhibieron una eficacia mayor como antioxidantes. Roginsky (2003), midiendo la actividad antioxidante de varios polifenoles naturales, durante la oxidación del metil-linoleato, encontró que todos los polifenoles estudiados, mostraron una pronunciada actividad antioxidante, considerando que el mecanismo molecular subyacente a la actividad antioxidante de los polifenoles, es el de actuar rompiendo la reacción en cadena. Los polifenoles con dos grupos hidroxilos adyacentes o cualquier otra estructura quelante, pueden unir metales de transición. Los polifenoles actúan como consumidores del radical hidroxilo, el peroxinitrito y el ácido hipocloroso, actuando como agentes reductores.

## Actividades pro-oxidantes
Los antioxidantes que son agentes de reducción pueden también actuar como pro-oxidantes. Por ejemplo, la vitamina C tiene actividad antioxidante cuando reduce sustancias oxidantes tales como el peróxido de hidrógeno, sin embargo puede también reducir iones de metales lo que conduce a la generación de radicales libres a través de la reacción de Fenton.
{\displaystyle {\ce {2Fe^3+ + Ascorbato -> 2Fe^2+ + Dehidroascorbato}}}
{\displaystyle {\ce {2Fe^2+ + 2H2O2 -> 2Fe^3+ + 2OH* + 2OH-}}}
La importancia relativa de las actividades de los antioxidantes como pro-oxidantes y antioxidantes es un área de investigación actual, pero la vitamina C, por ejemplo, parece tener una acción mayormente antioxidante en el cuerpo. Sin embargo hay menos datos disponibles para otros antioxidantes de la dieta, como los polifenoles antioxidantes, el zinc, y la vitamina E.

## Sistemas de enzimas

Ruta enzimática para la detoxificación de especies reactivas del oxígeno.

### Descripción
Como con los antioxidantes químicos, las células son protegidas contra el estrés oxidativo por una red de enzimas antioxidantes.
El superóxido liberado por procesos tales como la fosforilación oxidativa, primero se convierte en peróxido de hidrógeno e inmediatamente se reduce para dar agua. Esta ruta de detoxificación es el resultado de múltiples enzimas con la superóxido dismutasa catalizando el primer paso y luego las catalasas y varias peroxidasas que eliminan el peróxido de hidrógeno. Como con los metabolitos antioxidantes, las contribuciones de estas enzimas pueden ser difíciles de separar una de otra, pero la generación de ratones transgénicos que carecen solo de una enzima antioxidante puede ser informativa.

### Superóxido dismutasa, catalasa y peroxirredoxinas
Las superóxido dismutasas (SODs) son una clase de las enzimas cercanamente relacionadas que catalizan el pasaje del anión de superóxido en peróxido de oxígeno y de hidrógeno. Las enzimas SODs están presentes en casi todas las células aerobias y en el líquido extracelular. Las enzimas superóxido dismutasa contienen iones metálicos como cofactores que, dependiendo de la isoenzima, pueden ser cobre, zinc, manganeso o hierro. En los seres humanos, las SODs de zinc/cobre están presentes en el citosol, mientras que las SODs de manganeso se encuentran en las mitocondrias. También existe una tercera forma de SODs en líquidos extracelulares, que contiene el cobre y el zinc en sus sitios activos. La isoenzima mitocondrial parece ser la más importante biológicamente de estas tres, puesto que los ratones que carecen de esta enzima mueren poco después de nacer. En cambio, los ratones que carecen de SODs de zinc/cobre son viables aunque disminuye su fertilidad, mientras que los ratones sin SODs extracelular tienen defectos mínimos. En plantas, las isoenzimas de SODs están presentes en el citosol y las mitocondrias, con SODs de hierro encontradas en cloroplastos y ausentes en los vertebrados y las levaduras.
Las catalasas son enzimas que catalizan la conversión del peróxido de hidrógeno en agua y oxígeno usando hierro o manganeso como cofactor. Esta proteína se localiza en los peroxisomas de la mayoría de las células eucariotas. La catalasa es una enzima inusual ya que aunque el peróxido de hidrógeno es su único sustrato, sigue un mecanismo de ping-pong. Su cofactor es oxidado por una molécula de peróxido de hidrógeno y después regenerado transfiriendo el oxígeno enlazado a una segunda molécula de sustrato. A pesar de su evidente importancia en la eliminación del peróxido de hidrógeno, los seres humanos con deficiencia genética de la catalasa –"acatalasemia"– o los ratones genéticamente modificados para carecer completamente de catalasa sufren de pocos efectos negativos.

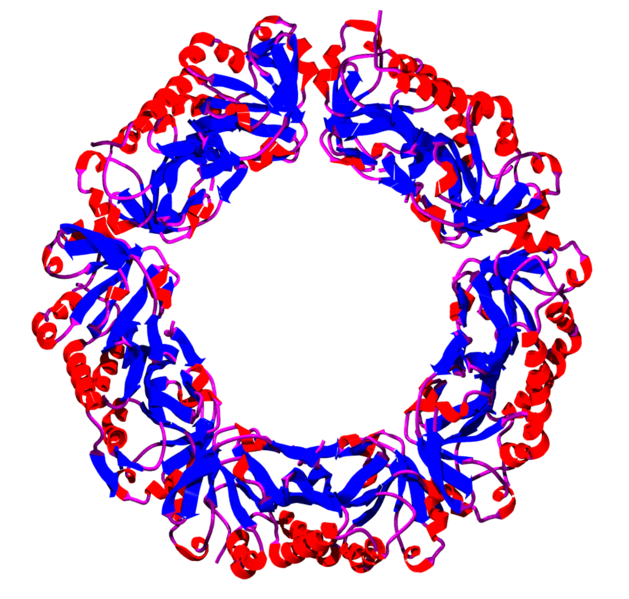
Estructura decamérica de AhpC, una 2-cisteín peroxirredoxina de Salmonella typhimurium.

Las peroxirredoxinas son peroxidasas que catalizan la reducción de peróxido de hidrógeno, hidroperóxido orgánico y peroxinitrito. Se dividen en tres clases: las típicas 2-cisteín peroxirredoxinas; las atípicas 2-cisteín peroxirredoxinas; y las 1-cisteín peroxirredoxinas. Estas enzimas comparten el mismo mecanismo catalítico básico, en el cual una cisteína redox-activa en el sitio activo es oxidada a un ácido sulfénico por el sustrato del peróxido.
Las peroxirredoxinas parecen ser importantes en el metabolismo antioxidante, pues los ratones que carecen de peroxirredoxina 1 o 2 acortan su esperanza de vida y sufren de anemia hemolítica, mientras que las plantas utilizan peroxirredoxinas para quitar el peróxido de hidrógeno generado en los cloroplastos.

### Sistemas tiorredoxina y glutatión
El sistema de la tiorredoxina contiene la proteína tiorredoxina de 12-kDa y su tiorredoxina reductasa compañera.
Las proteínas relacionadas con la tiorredoxina están presentes en todos los organismos secuenciados, con plantas tales como la Arabidopsis thaliana que tiene una diversidad particularmente grande de isoformas. El sitio activo de la tiorredoxina consiste en dos cisteínas vecinas, como parte de un motivo estructural CXXC altamente conservado que puede ciclar entre una forma activa del ditiol reducida y la forma oxidada del disulfuro. En su estado activo, la tiorredoxina actúa como un agente de reducción eficiente removiendo especies reactivas del oxígeno y manteniendo otras proteínas en su estado reducido. Después de ser oxidado, la tiorredoxina activa es regenerada por la acción de la tiorredoxina reductasa, usando NADPH como donante del electrones.
El sistema del glutatión incluye glutatión, glutatión reductasa, glutatión peroxidasa y glutatión S-transferasa. Este sistema se encuentra en animales, plantas y microorganismos. La glutatión peroxidasa es una enzima que contiene cuatro cofactores de selenio que catalizan la ruptura del peróxido de hidrógeno y de hidroperóxidos orgánicos. Hay por lo menos cuatro diferentes isoenzimas de glutatión peroxidasa en animales. La glutatión peroxidasa 1 es la más abundante y es un muy eficiente removedor del peróxido de hidrógeno, mientras que la glutatión peroxidasa 4 es la más activa con las hidroperóxidos de lípidos. Asombrosamente, la glutatión peroxidasa 1 no es indispensable, ya que ratones que carecen de esta enzima tienen esperanzas de vida normales, pero son hipersensibles al estrés oxidativo inducido. Además, las glutatión S-transferasas son otra clase de enzimas antioxidantes dependientes de glutatión que muestran una elevada actividad con los peróxidos de lípidos. Estas enzimas se encuentran en niveles particularmente elevados en el hígado y también sirven en el metabolismo de la detoxificación.

## Estrés oxidativo y enfermedades
Se piensa que el estrés oxidativo contribuye al desarrollo de una amplia gama de enfermedades incluyendo la enfermedad de Alzheimer, la enfermedad de Parkinson, las patologías causadas por la diabetes, la artritis reumatoide, y neurodegeneración en enfermedades de las neuronas motoras. En muchos de estos casos, no es claro si los oxidantes desencadenan la enfermedad, o si se producen como consecuencia de esta y provocan los síntomas de la enfermedad; como alternativa plausible, una enfermedad neurodegenerativa puede resultar del transporte axonal defectuoso de las mitocondrias que realizan reacciones de oxidación. Un caso en el cual esto encaja es en el particularmente bien comprendido papel del estrés oxidativo en las enfermedades cardiovasculares. Aquí, la oxidación de la lipoproteína de baja densidad (LDL) parece accionar el proceso del aterogénesis, que da lugar a la aterosclerosis, y finalmente a la enfermedad cardiovascular. Del mismo modo, numerosos estudios han observado que el estrés oxidativo promueve la apoptosis por diferentes vías de señalización.
Una dieta con pocas calorías prolonga la esperanza de vida media y máxima en muchos animales. Este efecto puede implicar una reducción en el estrés oxidativo. Mientras que hay buena evidencia que sustenta el papel del estrés oxidativo en el envejecimiento en organismos modelo tales Drosophila melanogaster y Caenorhabditis elegans, la evidencia en mamíferos es menos clara. Dietas abundantes en frutas y vegetales, que poseen elevados niveles de antioxidantes, promueven la salud y reducen los efectos del envejecimiento,[cita requerida] no obstante, la suplementación antioxidante de la vitamina no tiene ningún efecto perceptible en el proceso de envejecimiento, así que los efectos de las frutas y vegetales pueden no estar relacionados con su contenido de antioxidantes.

## Efectos en la salud

### Tratamiento de enfermedades
El cerebro es único en cuanto a su gran vulnerabilidad a daños oxidativos debido a su alta tasa metabólica y a niveles elevados de lípidos poliinsaturados que son el blanco de la peroxidación de lípidos. Por lo tanto, los antioxidantes son de uso general en medicina para tratar varias formas de lesiones cerebrales. Los análogos de la superóxido dismutasa, como el tiopentato de sodio y propofol son usados para tratar daños por reperfusión y lesión cerebral traumática, mientras que la droga experimental NXY-059 y ebselen son utilizadas en el tratamiento de los accidentes cerebrovasculares. Estos compuestos parecen prevenir el estrés oxidativo en neuronas y prevenir la apoptosis y el daño neurológico. Los antioxidantes también se están investigando como posibles tratamientos para las enfermedades neurodegenerativas tales como la enfermedad de Alzheimer, la enfermedad de Parkinson y la esclerosis lateral amiotrófica.

### Prevención de enfermedades

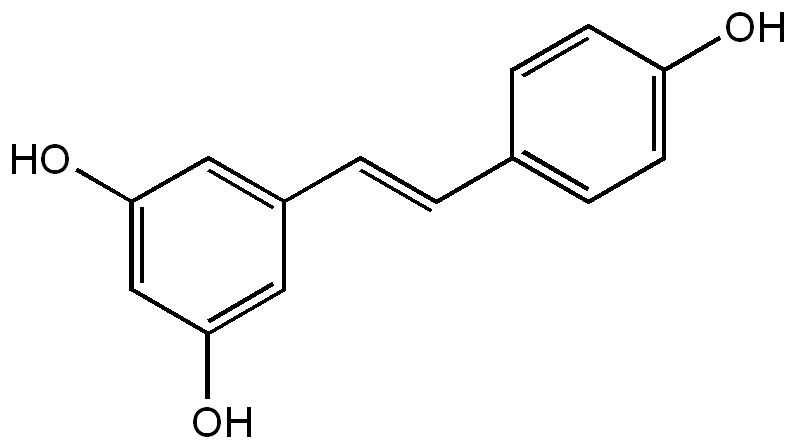
Estructura del polifenol antioxidante resveratrol.

Los antioxidantes pueden anular los efectos perjudiciales de los radicales libres en las células, y la gente con una dieta de frutas y vegetales ricos en polifenoles y antocianinas tienen un riesgo más bajo de contraer cáncer, enfermedades cardíacas y algunas enfermedades neurológicas. Esta observación sugirió que estos compuestos pudieran prevenir enfermedades tales como degeneración macular, inmunidad suprimida debido a una nutrición pobre, y neurodegeneración, que son causados por el estrés oxidativo. Sin embargo, a pesar del papel claro del estrés oxidativo en las enfermedades cardiovasculares, estudios controlados usando vitaminas antioxidantes no han mostrado ninguna reducción clara en el progreso o riesgo de contraer enfermedades cardíacas. Esto sugiere que otras sustancias en las frutas y los vegetales (posiblemente los flavonoides) por lo menos expliquen parcialmente la mejor salud cardiovascular de quienes consumen más frutas y vegetales.
Se piensa que la oxidación de lipoproteínas de baja densidad en la sangre contribuye a las enfermedades cardíacas y en estudios de observación iniciales se encontró que gente que tomaba suplementos de la vitamina E tenía riesgos más bajos de desarrollar enfermedades cardíacas. Por consiguiente se realizaron por lo menos siete grandes ensayos clínicos conducidos para probar los efectos del suplemento antioxidante con vitamina E, en dosis que se extendían desde los 50 a los 600 mg por día. Sin embargo, en ninguno de estos ensayos se encontró un efecto estadístico significativo de la vitamina E sobre el número total de muertes o en las muertes debido a enfermedades cardíacas.
Mientras que varios ensayos han investigado suplementos con altas dosis de antioxidantes, el estudio "Supplémentation en Vitamines et Mineraux Antioxydants" (SU.VI.MAX) testeó el efecto de la suplementación con dosis comparables a las de una dieta sana. Más de 12.500 hombres y mujeres de Francia tomaron tanto dosis bajas de antioxidantes (120 mg de ácido ascórbico, 30 mg de vitamina E, 6 mg de beta-caroteno, 100 {\displaystyle \mu }g de selenio, y 20 mg de zinc) o píldoras de placebo por un promedio de 7,5 años. Los investigadores encontraron que no había ningún efecto estadístico significativo de los antioxidantes en la esperanza de vida media, cáncer, o enfermedades cardíacas. Sin embargo, un análisis de un subgrupo demostró una reducción del 31% en el riesgo de cáncer en hombres, pero no en mujeres.
La producción de antioxidantes naturales y los antioxidantes que se obtienen con la alimentación, no es suficiente para la mayoría de las personas, por esa razón muchas compañías alimentarias y de nutracéuticos venden formulaciones de antioxidantes como suplementos dietéticos y estos son ampliamente consumidos en los países industrializados. Estos suplementos pueden incluir químicos específicos antioxidantes, como el resveratrol (de las semillas de uva), combinaciones de antioxidantes, como el "ACES" productos que contienen beta-caroteno (provitamina A), vitamina C, vitamina E y Selenio, o hierbas especiales que se sabe que contienen antioxidantes, como el té verde y el jiaogulan. Aunque algunos de los niveles de vitaminas antioxidantes y minerales en la dieta son necesarios para la buena salud, hay considerables dudas sobre si los suplementos antioxidantes son beneficiosos y, en caso afirmativo, que antioxidantes lo son y en qué cantidades.
La terapia antioxidante es uno de los temas de mayor actividad investigadora en los últimos años, en los que han comenzado a sumarse la presencia de diversos nanomateriales con potenciales propiedades farmacológicas.

### Ejercicio físico
Durante el ejercicio, el consumo de oxígeno puede aumentar por un factor mayor a 10. Esto da lugar a un gran aumento en la producción de oxidantes y los resultados de los daños que contribuye a la fatiga muscular durante y después del ejercicio. La respuesta inflamatoria que se produce después de arduos ejercicios también está asociada con el estrés oxidativo, especialmente en las 24 horas después de un período de sesiones de ejercicio. La respuesta del sistema inmunitario a los daños causados por el ejercicio llega a su máximo de 2 a 7 días después del ejercicio, el período de adaptación durante el cual el resultado de una mayor aptitud es mayor. Durante este proceso los radicales libres son producidos por los neutrófilos para eliminar el tejido dañado. Como resultado, elevados niveles de antioxidantes tienen el potencial para inhibir los mecanismos de recuperación y adaptación.
Las pruebas de los beneficios de los suplementos antioxidantes en el ejercicio vigoroso han arrojado resultados contradictorios. Hay fuertes indicios de que una de las adaptaciones derivadas de ejercicio es el fortalecimiento de las defensas antioxidantes del organismo, en particular el sistema de glutatión, para hacer frente al aumento de estrés oxidativo. Es posible que este efecto pueda ser en cierta medida una protección contra las enfermedades que están asociadas al estrés oxidativo, lo que podría proporcionar una explicación parcial de la menor incidencia de las enfermedades más comunes y una mejora en la salud de las personas que realizan ejercicio regularmente.
Sin embargo no se han observado beneficios en deportistas que toman suplementos de vitamina A o E. Por ejemplo, a pesar de su papel clave en la prevención de la peroxidación de los lípidos de membrana, en 6 semanas de suplementación con vitamina E no se observan efectos sobre el daño muscular en corredores de maratón. Aunque parece ser que no hay un aumento en las necesidades de vitamina C en los atletas hay algunas pruebas de que los suplementos de vitamina C aumentan la cantidad de ejercicio intenso que se puede hacer y que el suplemento de vitamina C antes de estos ejercicios puede reducir la cantidad de daño muscular. Sin embargo, otros estudios no encontraron tales efectos y algunos sugieren que los suplementos con cantidades tan altas como 1.000 mg inhiben la recuperación.

### Efectos adversos

Estructura del quelante ácido fítico.

Ácidos reductores relativamente fuertes pueden tener efectos negativos en la nutrición al unirse con los minerales de la dieta como el hierro y el zinc en el tracto gastrointestinal, lo que les impiden ser absorbidos. Entre los ejemplos más notables están el ácido oxálico, los taninos y ácido fítico, que se encuentran en cantidades elevadas en dietas vegetarianas. Deficiencias de hierro y calcio son frecuentes en las dietas de los países en vías de desarrollo, donde la dieta tiene menos carne y hay un elevado consumo de ácido fítico de los frijoles y el pan sin levadura de grano entero.
| Alimentos                             | Ácido reductor presente |
| ------------------------------------- | ----------------------- |
| Chocolate, espinaca, nabo y ruibarbo. | Ácido oxálico           |
| Granos enteros, maíz, legumbres.      | Ácido fítico            |
| Té, frijoles, repollo.                | Taninos                 |

Antioxidantes no polares como el eugenol, un importante componente del aceite de clavo de olor tiene límites de toxicidad que pueden ser superados con el mal uso de los aceites esenciales sin diluir. La toxicidad asociada con elevadas dosis de antioxidantes solubles en agua tales como el ácido ascórbico es mucho menos común, ya que estos compuestos pueden ser excretados rápidamente en la orina. Dosis muy altas de algunos antioxidantes pueden tener efectos nocivos a largo plazo. Los análisis de ensayos de la eficacia del beta-caroteno y retinol (CARET por sus siglas en inglés) en pacientes con cáncer de pulmón han demostrado que los fumadores que toman suplementos de beta-caroteno aumentan sus probabilidades de contraer este tipo de cáncer. Estudios posteriores han confirmado estos efectos negativos en los fumadores provocados por el beta-caroteno.
Estos efectos nocivos también pueden verse en los no fumadores, según un reciente metaanálisis de los datos incluyendo datos de aproximadamente 230.000 pacientes se mostró que la suplementación con beta-caroteno, vitamina A, o vitamina E se asocian a una mayor mortalidad, pero no se ve un efecto significativo con la vitamina C.
No se observaron riesgos para la salud cuando todos los estudios aleatorios se examinaron juntos, pero un aumento en la mortalidad se detectó sólo cuando los ensayos de alta calidad y bajo error sistemático se analizaron por separado. Sin embargo, como la mayoría de estos ensayos trataban con personas mayores, o que ya sufrían alguna enfermedad, estos resultados pueden no ser aplicables a la población en general. Estos resultados son consistentes con algunos metaanálisis precedentes, que también sugirieron que la suplementación con vitamina E aumentaba la mortalidad, y que los suplementos antioxidantes aumentan el riesgo de cáncer de colon. Sin embargo, los resultados de este metaanálisis son inconconsistentes con otros estudios, como el ensayo SU.VI.MAX, que sugiere que los antioxidantes no tienen ningún efecto sobre las causas de mortalidad. En general el gran número de ensayos clínicos llevados a cabo sobre los suplementos antioxidantes sugieren que cualquiera de estos productos no tienen ningún efecto sobre la salud o que causan un pequeño aumento en la mortalidad en los ancianos o en grupos de la población vulnerables.
Mientras que la administración de suplementos antioxidantes se utiliza ampliamente en los intentos para impedir el desarrollo de cáncer, se ha propuesto que los antioxidantes pueden, paradójicamente, interferir con los tratamientos contra el cáncer. Se cree que esto ocurre ya que el entorno de las células cancerosas causa altos niveles de estrés oxidativo, haciendo que estas células sean más susceptibles a un mayor estrés oxidativo inducido por los tratamientos. Como consecuencia, al reducir el estrés redox en las células cancerosas, se cree que los suplementos antioxidantes disminuyen la eficacia de la radioterapia y la quimioterapia. Sin embargo, esta preocupación no parece ser válida, ya que ha sido abordada por múltiples ensayos clínicos que indican que los antioxidantes pueden ser neutrales o beneficiosas en el tratamiento del cáncer.

### Controversias
No son pocos los expertos que mantienen posiciones críticas sobre los supuestos efectos beneficiosos atribuidos a los suplementos de antioxidantes. Nadie discute hoy que hay pruebas de que las frutas y hortalizas que contienen antioxidantes tienen ciertos efectos beneficiosos sobre distintos aspectos de la salud. Consecuentemente, se acepta como una recomendación de consumo saludable la de tomar de forma regular estos productos naturales, frutas y verduras.
Pero afirmar, por extensión, que el consumo de suplementos de antioxidantes tiene esos mismos efectos beneficiosos resulta científicamente rebatible. Sin duda son necesarios más y mejores pruebas científicas sobre esta cuestión:
- La American Heart Association reconoce que no hay pruebas de que los suplementos de antioxidantes tengan ningún papel en la prevención del riesgo cardiovascular, y no los recomienda, e incluso menciona que algunos datos limitados indican ciertos riesgos asociados a estos productos.

- El National Cancer Institute, de la misma forma, destaca que las evidencias para afirmar que los suplementos de antioxidantes juegan algún papel en la prevención del cáncer son insuficientes, y que, por tanto, debe seguirse una dieta saludable basada en los alimentos vegetales sin recurrir a los suplementos.

## Medida y niveles en los alimentos

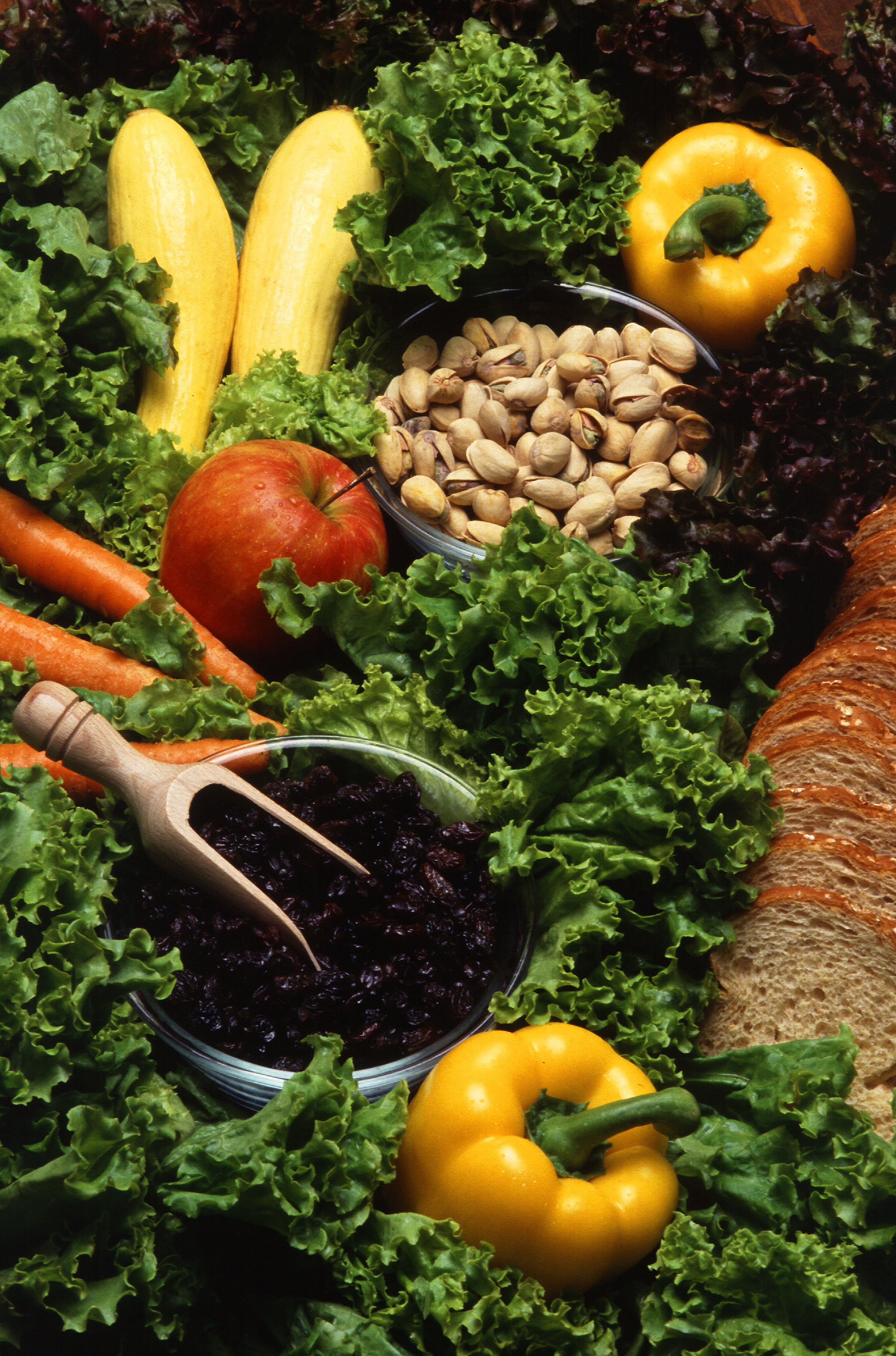
Frutas y verduras son buenas fuentes de antioxidantes.

La medida de antioxidantes no es un proceso directo, como este es un grupo diverso de compuestos con diversas reactividades a diversas especies reactivas del oxígeno. En tecnología de los alimentos, la capacidad de absorbancia de radicales del oxígeno (ORAC por sus siglas en inglés) se ha convertido en el estándar actual de la industria para determinar la capacidad de antioxidantes en alimentos, jugos y aditivos alimenticios. Otras pruebas de medición incluyen el reactivo de Folin-Ciocalteu y el ensayo de capacidad antioxidante equivalente al trolox. En medicina, una gama de diversos análisis se utiliza para determinar la capacidad antioxidante del plasma sanguíneo y de éstos, el análisis de ORAC es el más confiable.
Los antioxidantes se encuentran en cantidades que varían en alimentos tales como vegetales, frutas, cereales del grano, legumbres y nueces. Algunos antioxidantes tales como licopeno y el ácido ascórbico se pueden destruir si son almacenados mucho tiempo, o por cocción prolongada. Otros compuestos antioxidantes son más estables, por ejemplo los antioxidantes polifenólicos en alimentos tales como los cereales, el trigo integral y el té. En general, los alimentos procesados contienen menos antioxidantes que los alimentos frescos y crudos, puesto que los procesos de la preparación exponen el alimento al oxígeno. Existe un mercado creciente en alimentos funcionales, lo que ha conllevado la aparición de productos enriquecidos en antioxidantes, como pueden ser diversas margarinas o aceite de oliva enriquecido con licopeno.
| Compuestos antioxidantes                               | Alimentos                                               |
| ------------------------------------------------------ | ------------------------------------------------------- |
| Vitamina C (ácido ascórbico)                           | Frutas y vegetales                                      |
| Vitamina E (tocoferoles, tocotrienoles)                | Aceites vegetales                                       |
| Antioxidantes polifenólicos (resveratrol, flavonoides) | Té, café, soja, fruta, chocolate, orégano y vino tinto. |
| Carotenoides (licopeno, carotenos)                     | Frutas y vegetales                                      |

Algunos antioxidantes se producen en el cuerpo y no son absorbidos en el intestino. Un ejemplo es el glutatión, que es producido a partir de aminoácidos. Mientras que cualquier glutatión en los intestinos es escindido para liberar cisteína, glicina y ácido glutámico antes de ser absorbido, incluso las dosis orales grandes tienen poco efecto en la concentración del glutatión en el cuerpo. El ubiquinol (coenzima Q) también se absorbe mal en los intestinos y es producido en el ser humano por la ruta del mevalonato.

## Usos en tecnología

### Antioxidantes en alimentos
La oxidación de los alimentos, o enranciamiento, es la segunda causa de deterioro, después de la alteración por microorganismos. Consecuentemente se utilizan antioxidantes para preservar los alimentos. La exposición al oxígeno y la luz del sol son dos de los factores principales que causan la oxidación de alimentos, así que el alimento es protegido manteniéndolo en la oscuridad y en envases impermeables al oxígeno. En la conservación de vegetales no procesados, como el oxígeno es también importante para la respiración de la planta, almacenarlos en condiciones anaerobias produce sabores y colores desagradables. Por lo tanto el empaquetado de frutas frescas y vegetales contiene una atmósfera de oxígeno de ~8%. También pueden intervenir en la oxidación enzimas. Su acción se previene mediante el escaldado.
La oxidación afecta principalmente a los ácidos grasos insaturados, de modo que cuánto más insaturadas son las grasas presentes en un alimento, más fácil es que se oxiden. La oxidación se produce por una reacción en cadena de radicales libres, que se ve acelerada por la presencia de iones de metales con dos valencias estables, especialmente hierro y cobre. Esta reacción se puede producir también en alimentos congelados. Los antioxidantes presentes de forma natural o añadidos a los alimentos pueden actuar de cuatro formas:
- Eliminando el oxígeno al reaccionar con él, como hacen el ácido ascórbico y el eritórbico.
- Cortando la reacción de propagación en cadena, estabilizando los radicales libres. De esta forma actúan los tocoferoles (E306), el galato de propilo (PG, E310), la ter-butilhidroquinona (TBHQ), el butil hidroxianisol (BHA, E320) y el butil hidroxitolueno (BHT, E321),[189][190] así como diversos antioxidantes presentes en especias, como el ácido carnósico del romero.
- Secuestrando los metales que pueden actuar como catalizadores. Este es el mecanismo por el que actúan el ácido cítrico y el EDTA.
- Mediante quenching del oxígeno singlete, mecanismo por el que actúan los carotenoides.

### Uso industrial
Algunos antioxidantes se agregan a productos industriales. Un uso común es como estabilizador en combustibles y lubricantes para prevenir la oxidación, y en la gasolina para prevenir la polimerización que conduce a la formación de residuos en los motores. También se utilizan para prevenir la degradación oxidativa del caucho, los plásticos y los pegamentos que causa una pérdida de la fuerza y flexibilidad de estos materiales. Los conservantes antioxidantes también se agregan a los cosméticos a base de grasa tales como lápices labiales y cremas hidratantes para prevenir la rancidez.
| Aditivo | Componentes                                                    | Aplicaciones                                                                         |
| ------- | -------------------------------------------------------------- | ------------------------------------------------------------------------------------ |
| AO-22   | N,N'-di-2-butil-1,4-fenilenediamina                            | Aceites de turbinas y transformadores, fluidos hidráulicos, ceras y grasas           |
| AO-24   | N,N'-di-2-butil-1,4-fenilenediamina                            | Aceite de baja temperatura                                                           |
| AO-29   | 2,6-di-tert-butil-4-metilfenol                                 | Aceites de turbinas y transformadores, fluidos hidráulicos, ceras, grasas y gasolina |
| AO-30   | 2,4-dimetil-6-tert-butilfenol                                  | Combustible de aviones                                                               |
| AO-31   | 2,4-dimetil-6-tert-butilfenol                                  | Combustible de aviones                                                               |
| AO-32   | 2,4-dimetil-6-tert-butilfenol y 2,6-di-tert-butil-4-metilfenol | Combustible de aviones                                                               |
| AO-37   | 2,6-di-tert-butilfenol                                         | Combustible de aviones ampliamente utilizado                                         |

## Lecturas complementarias
- Nick, Lane (1967). Oxygen: The Molecule That Made the World (en inglés). Nueva York: Oxford University Press. ISBN 0198607830.
- Barry, Halliwell; Gutteridge, John M. C. (1985). Free radicals in biology and medicine (en inglés). Nueva York: Oxford University Press. ISBN 019856869X.
- Pokorny, Jan; Yanishlieva, Nedyalka; Gordon, Michael (2001). Antioxidants in Food: Practical Applications (en inglés). Cambridge: CRC Press. ISBN 0849312221.